# Живое национальное сокровище Японии
Живое национальное сокровище (яп. 人間国宝 нингэн кокухо:) — общепринятое неофициальное название лиц, внёсших весомый вклад в японскую культуру: специалисты народных промыслов, музыканты, деятели театрального и исполнительского искусства, в том числе бунраку, кумиодори, но и кабуки, керамисты, писатели и поэты, лакировщики, текстильщики, специалисты по обработке металлов, дерева, бамбука, мастера-изготовители кукол, бумаги и так далее. Оно присуждается с 1954 года по закону «Об охране культурных ценностей» (яп. 文化財保護法).
Начиная с периода Мэйдзи на фоне механизации и урбанизации общества японское правительство постепенно наращивало защиту материальных объектов культуры, а в 1950 году под государственную защиту попали и нематериальные. Закон был раскритикован и сразу же началась его доработка. После принятия поправки в 1954 году появилось звание «хранителя нематериального культурного достояния» и присвоены первые 30 званий. Также поправка распространила защиту на народные искусства и ремёсла. Следующая поправка была принята после новой волны индустриализации, она повысила статус народных промыслов и ввела новую категорию охраняемых объектов: техники консервации.
Статус живого национального сокровища присваивается парламентом после изучения кандидатур экспертным советом. Носители получают ежегодную стипендию и должны содействовать сохранению и документации своей области. Появление статуса небеспроблемно: многие носители испытывают сильное давление из-за сопутствующих званию требований и ответственности; также отмечается политизированность этого звания. С другой стороны, списки шедевров устного и нематериального культурного наследия ЮНЕСКО появились с оглядкой на японское законодательство.

## Терминология
Неофициальный термин «живое национальное сокровище» был взят из закона 1929 года, в котором важнейшие материальные объекты именовались «национальными сокровищами». Официальное наименование живых национальных сокровищ — хранители нематериального культурного достояния (яп. 重要無形文化財保持者 дзю:ё: мукэй бункадзай ходзися). Это звание присваивается правительством и поэтому является государственной наградой.
Министерство образования неоднократно выражало неодобрение неофициальному названию «живое национальное сокровище» ввиду избыточного фокуса на личностях «хранителей», но оно продолжает широко использоваться с 1955 года. Также критики считали, что использование термина «живое национальное сокровище» отсылает к периоду поклонения императору как живому богу, в частности по причине принадлежности многих получателей к аристократическим родам, имевшим тесную связь с императором.
Государство признаёт нечёткость статуса живого национального сокровища и часто избегает его упоминания в официальных документах, либо предваряет его выражением «так называемое». Официально высшими наградами для деятелей культуры являются звание «Заслуженный деятель культуры», орден Культуры и назначение в Японскую академию искусств.

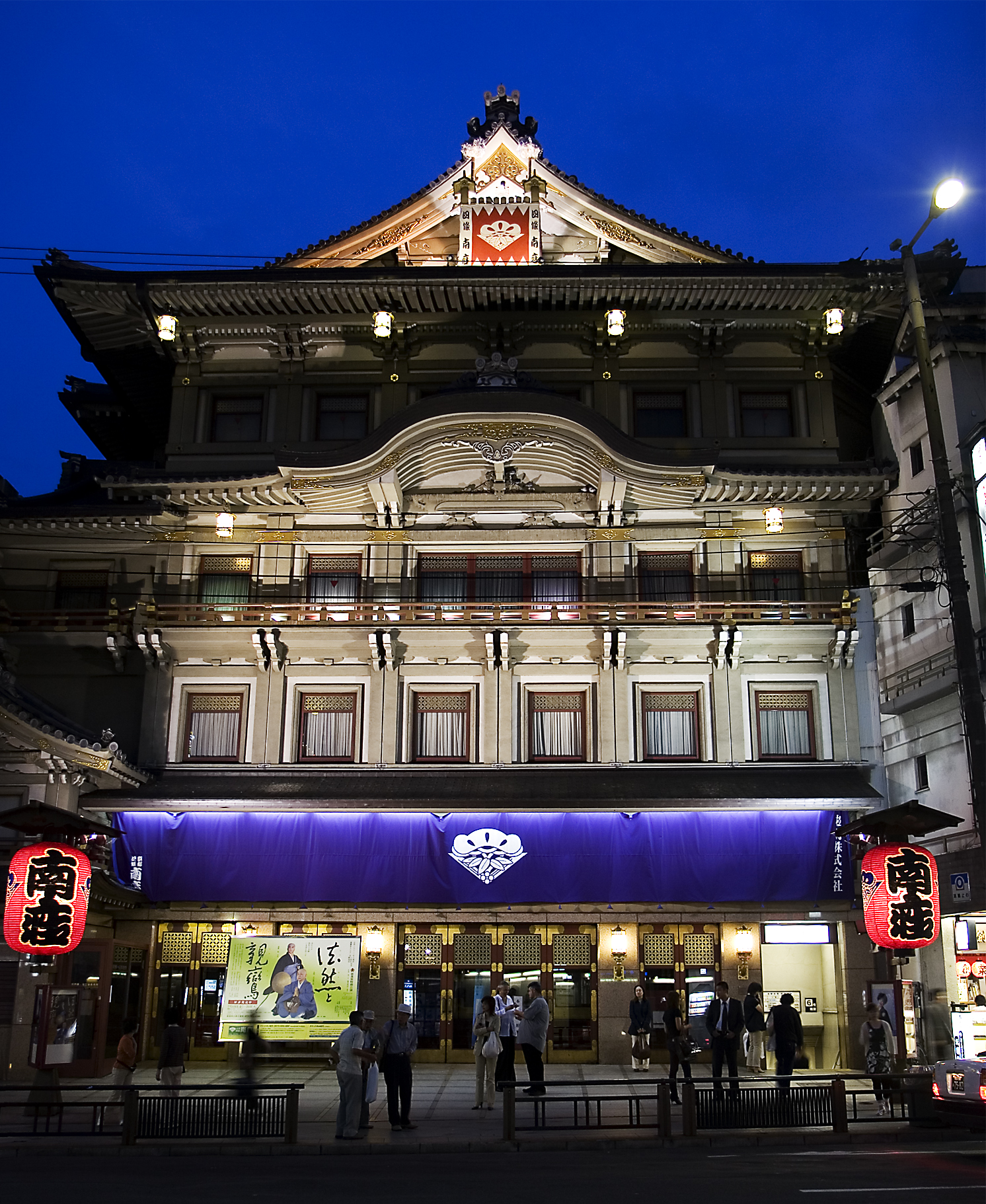
Старейший театр кабуки, Минами-дза
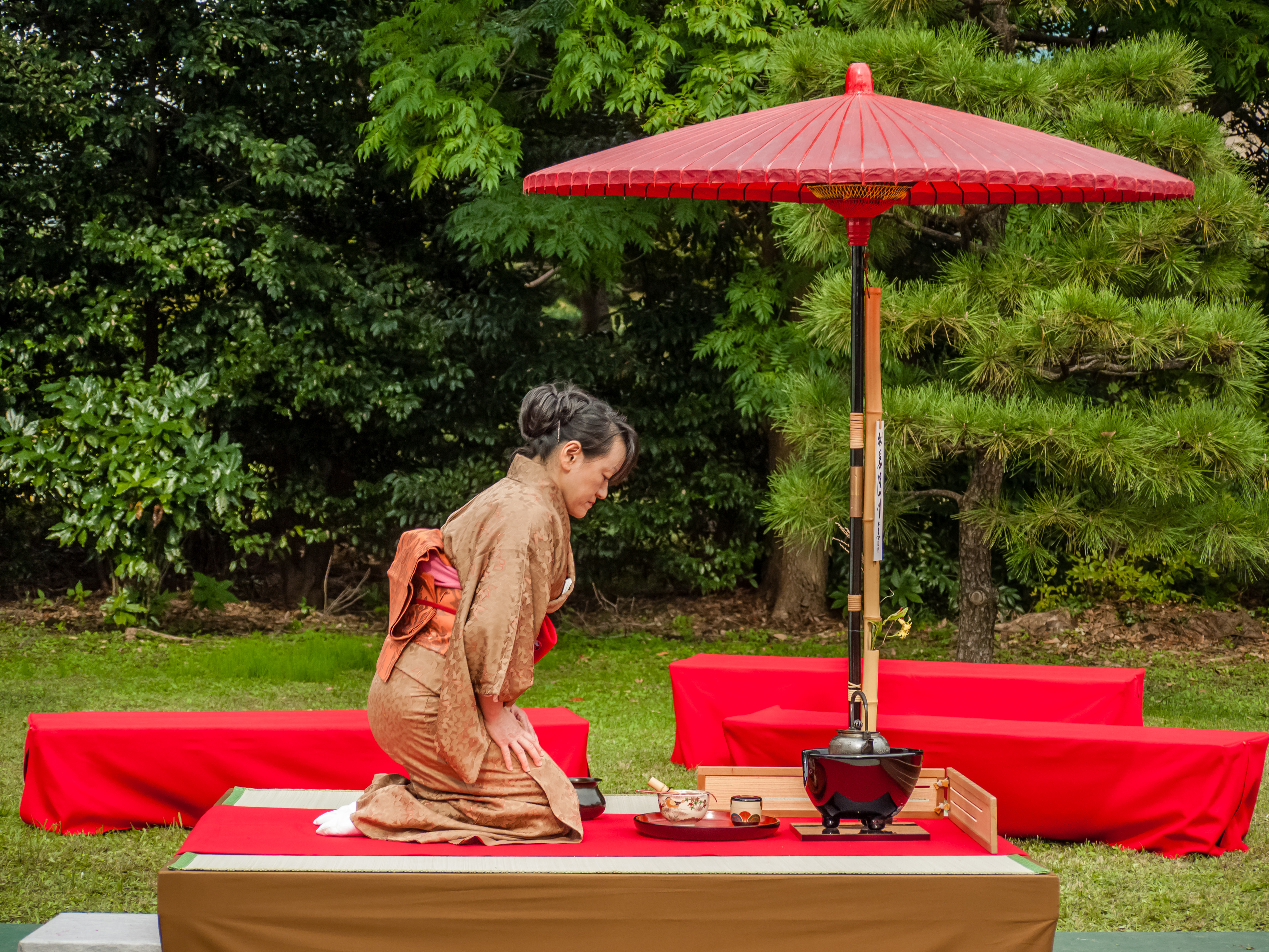
Японская чайная церемония
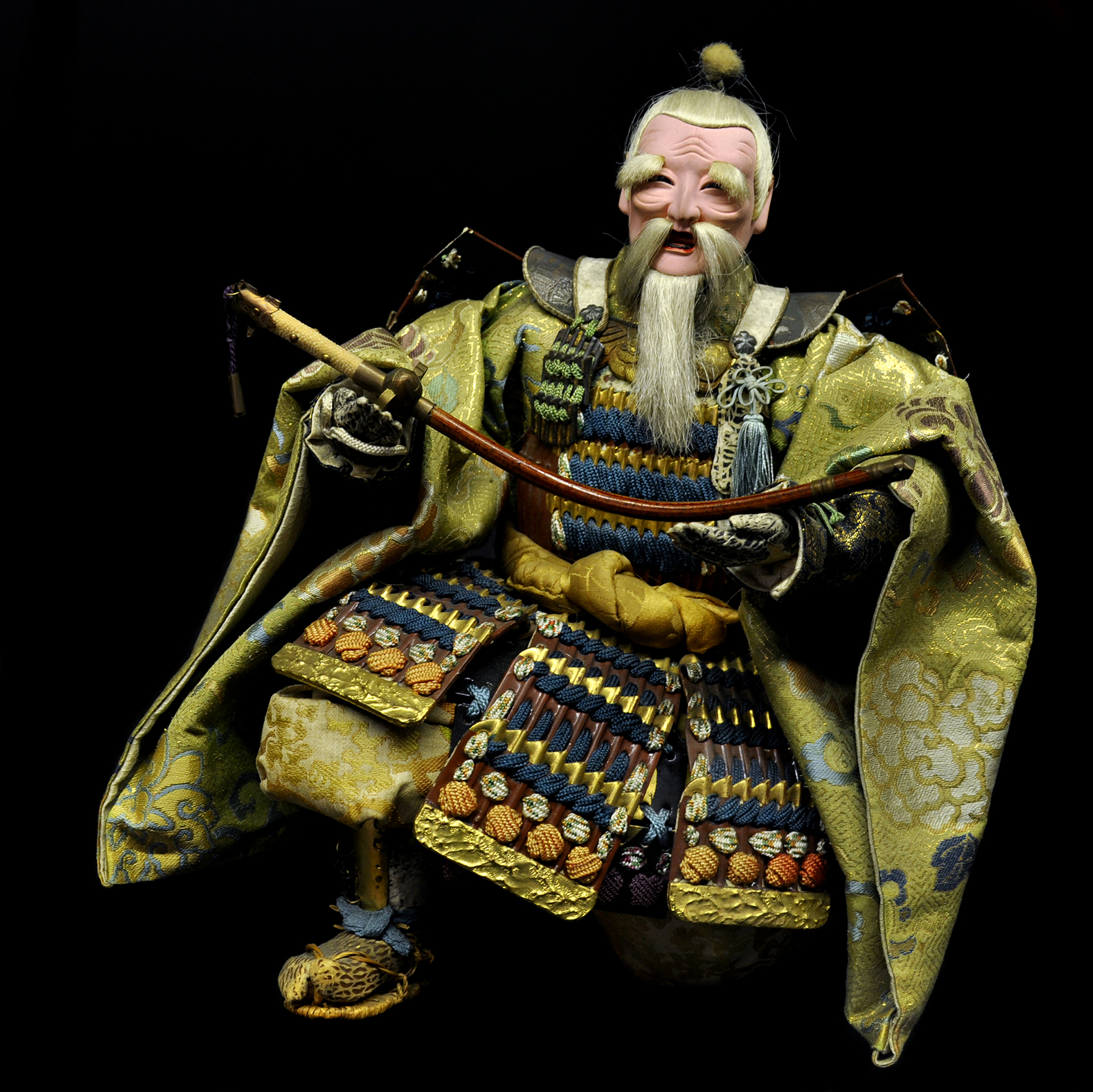
Кукла «муся-нингё», изображающая Такэноути-но Сукунэ

## История звания

### Первоистоки

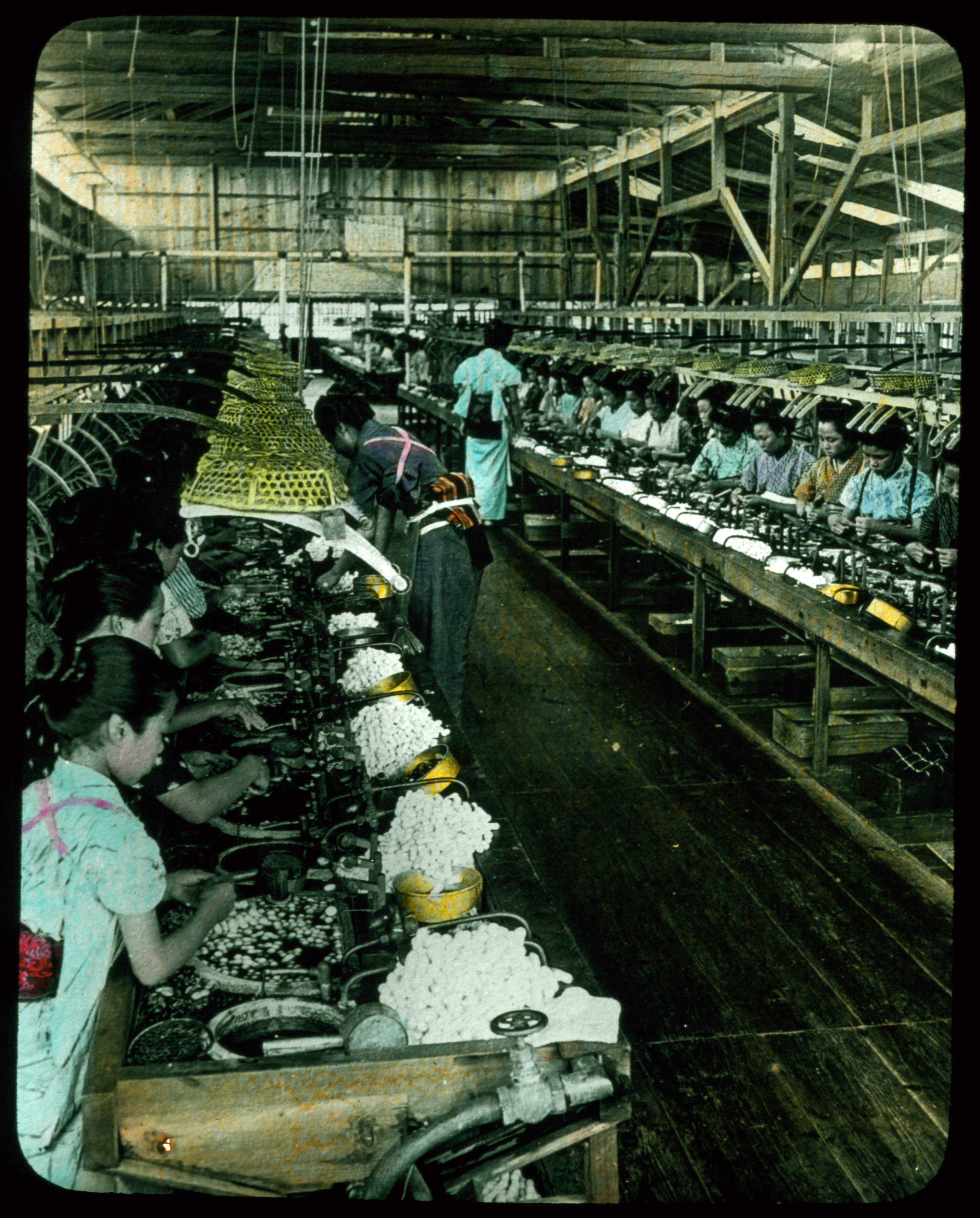
Фабрика по производству шёлка; ок. 1910. Боязнь, что механизация вытеснит традиционные искусства, была важной причиной появления «живых национальных сокровищ»

Первые действия японских властей по защите культурных ценностей датируются периодом Мэйдзи, когда одновременно с модернизацией страны произошёл подъём национализма и начались распродажи объектов материального наследия за рубеж. В 1871 году был принят первый закон, защищающий «старинные объекты», за ним последовал закон 1897 года, охраняющий синтоистские святилища и буддийские храмы. В этом законе впервые в отношении культурных ценностей использовано словосочетание «сокровище». В 1929 году вступил в силу закон «Об охране культурных ценностей», придававший некоторым материальным объектам статус культурной ценности. В 1933 году новый закон запретил экспорт таких ценностей за рубеж без согласования с министром образования.
После окончания Второй мировой войны Япония стала уделять пристальное внимание развитию и сохранению культуры; это стало результатом роста интереса к традиционным промыслам с 1920-х годов и деятельности движения «мингэй». При этом деятели мингэй считали, что эстетическая ценность народных промыслов проистекает из анонимности их авторов и является следствием коллективной работы над предметом.
В Японии, как и в других странах, первыми защиту получили материальные ценности, однако в вопросе защиты нематериального наследия Япония была пионером.

### Закон «Об охране культурных ценностей»
30 мая 1950 года был принят закон «Об охране культурных ценностей», который определил важные для культуры природно-исторические памятники, материальные и нематериальные ценности, а также техники и традиции их исполнения. Толчком к его появлению стал пожар 1949 года в храме Хорю-дзи, уничтоживший часть стенной росписи VII века. Этот закон консолидировал все принятые до того законы, защищавшие культурное наследие.
Среди прочего, в законе был прописан порядок регистрации отдельных людей и коллективов, развивающих искусства и традиции, и требующих защиты государства ввиду опасности исчезновения последних. На этом этапе нематериальным наследием признавались лишь несколько видов искусств вроде кабуки и но, тогда как традиционные ремёсла оставались без государственной защиты. При этом развитие нематериальных ценностей, согласно закону, может происходить в том числе производством материальных объектов, а титул «важное культурное достояние» и «национальное сокровище» к ним не применялся.
Для осуществления прописанных в законе мер была создана Государственная комиссия по защите культурных ценностей (яп. 文化財保護委員会), позже вошедшая в состав Управления культуры Японии.
Закон критиковали, указывая на то, что среди 155 нематериальных объектов культурного наследия не было выбрано ни одного классического исполнительского искусства, за исключением дзёрури: гагаку, но, кабуки и другие искусства остались в стороне. Государственная комиссия по защите культурных ценностей занялась пересмотром закона. Было проведено всеяпонское исследование, целью которого было определить «наиболее достойные и нуждающиеся в защите исполнительские и прикладные искусства».

Роспись по штукатурке в Золотом павильоне Хорю-дзи
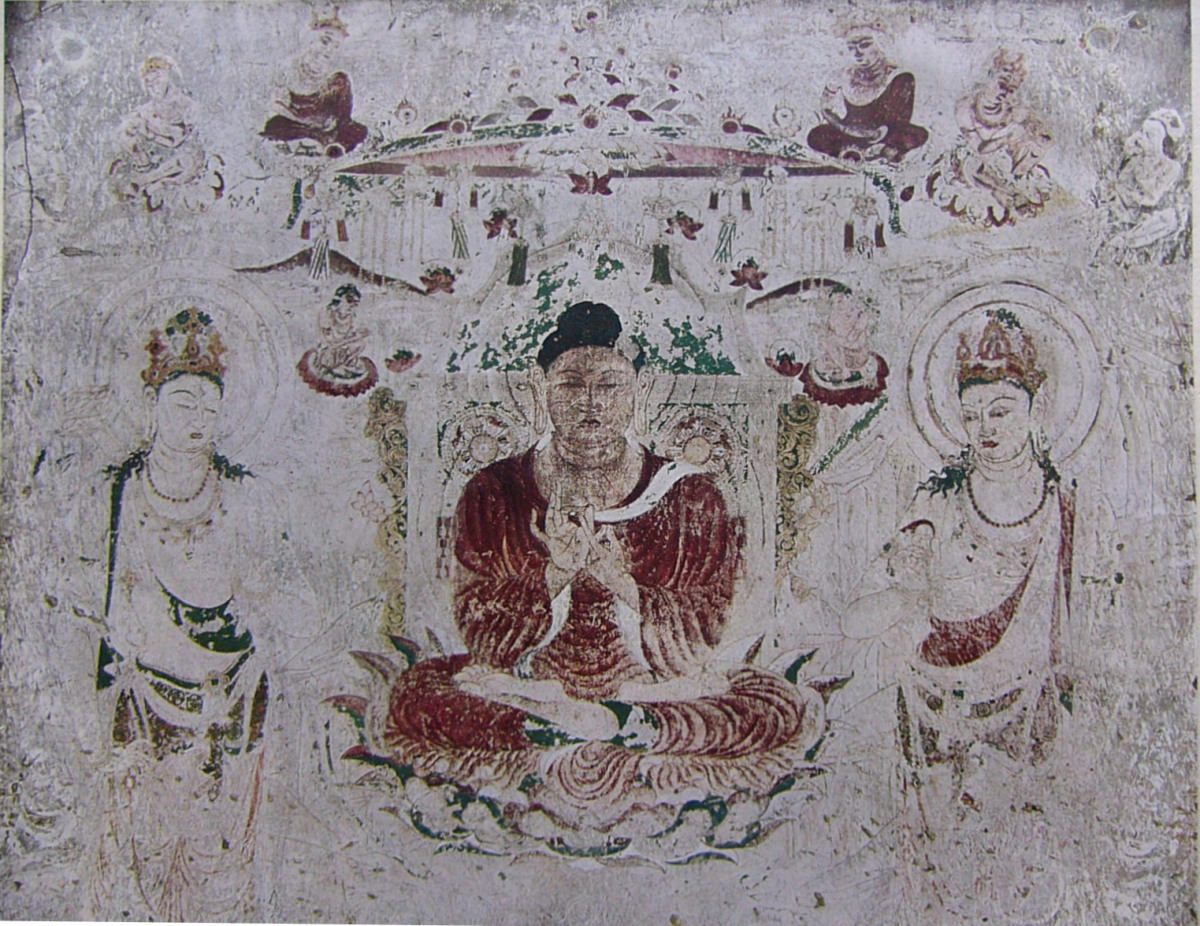
Уничтожена пожаром
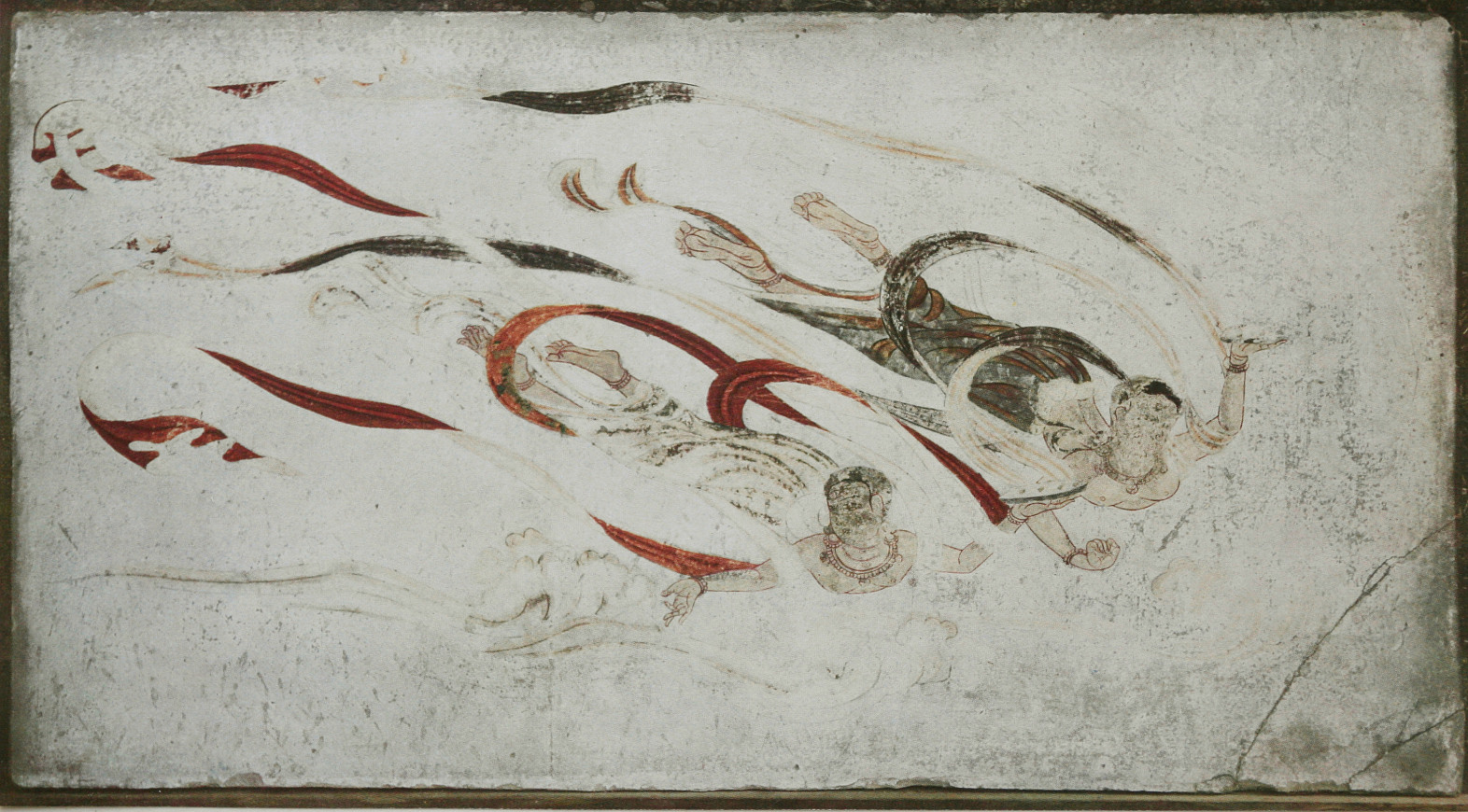
Сохранилась

### Первая поправка: появление статуса живого национального сокровища

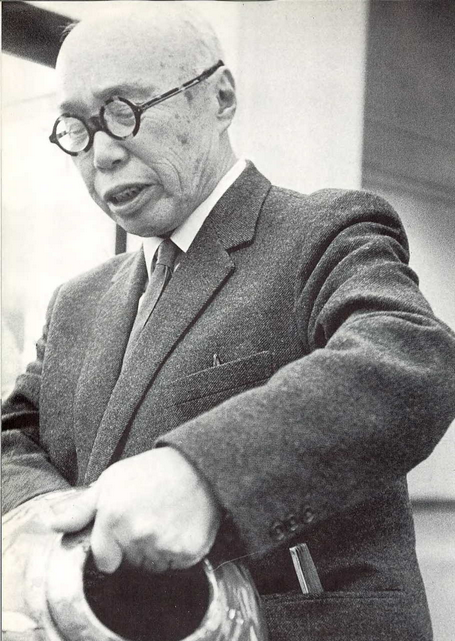
Керамист Сёдзи Хамада, получивший статус одним из первых, в 1955 году

В 1954 году первой поправкой к закону был определён порядок регистрации людей и групп людей-носителей нематериальных культурных ценностей, имеющих уникальные знания и/или навыки; их и называют живыми национальными сокровищами. Звание не может быть передано другим или унаследовано. Со смертью человека статус живого национального сокровища утрачивается. В 1955 году были оглашены имена первых тридцати «живых национальных сокровищ».
Другим изменением, внесённым поправкой 1954 года, была реорганизация защиты народных искусств и ремёсел. Знания о них до 1954 года попадали в категорию нематериального наследия, однако поправка объединила знания и сами объекты в категорию «фольклорная информация», включающую «элементы, необходимые для понимания повседневной жизни японского народа, включая пищевые, костюмные, религиозные традиции, жильё в целом, ремёсла, ежегодные события и прочие объекты, требуемые для исполнения и продолжения его культурных практик». Категория, в свою очередь, включала разделение на материальные и нематериальные объекты. Статус народных промыслов оставался при этом ниже, чем у нематериального культурного наследия, а его мастера не могли быть объявлены «живыми национальными сокровищами».

### Вторая поправка: возвышение статуса народных промыслов

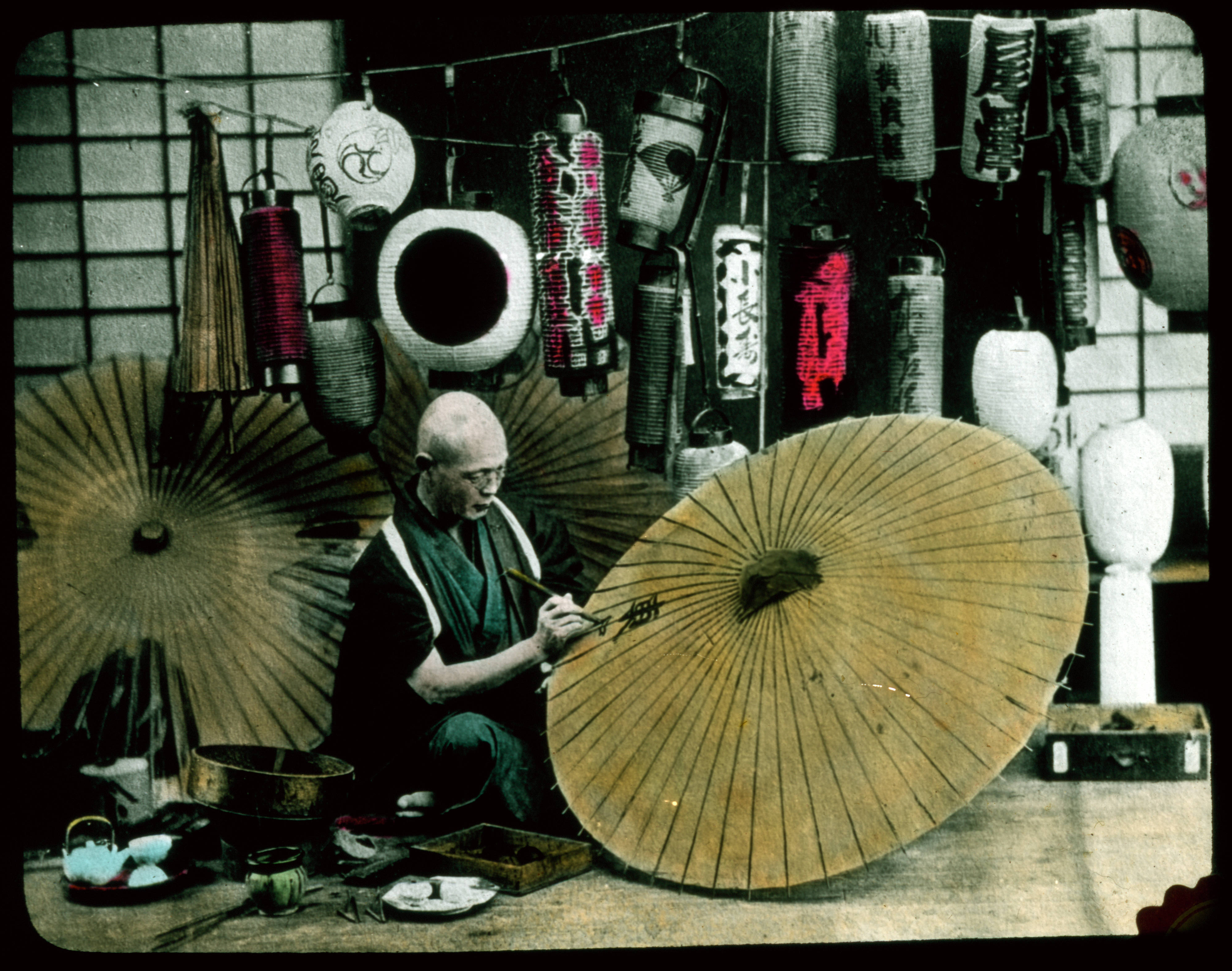
Народные ремёсла изначально находились в худшем положении

В 1960—1970-х годах правительство популяризовало как само звание живого национального сокровища, так и движение «мингэй». Причиной этого была новая волна индустриализации и опасения за сохранность японского фольклора. Итогом этих опасений стала внесённая в 1975 году в закон новая поправка, которая добавляла народные промыслы в список важнейших нематериальных ценностей, хотя и не давала особого статуса мастерам этих промыслов. Отчасти причиной этому было сопротивление фольклористов, считавших, что придание народным ремёслам подобного статуса приведёт к их застыванию и исчезновению. С этого момента носителями статуса важных нематериальных ценностей стали регистрировать и организации. Также была введена третья подкатегория нематериального наследия: техники консервации культурных объектов, включавшая в том числе техники изготовления инструментов и ингредиентов.
С 1964 года носители звания живого национального сокровища получают государственную стипендию в размере 2 млн иен в год в обмен на следующие обязанности:
- обучать преемников,
- развивать свои знания и навыки,
- документировать их,
- передавать их широкой публике, организуя выставки или публичные выступления[24][25][26].

Агентство по делам культуры проверяет соблюдение этих обязанностей. Управление было создано в 1968 году и сразу после этого ему было передано право назначения статуса культурной ценности.
Размер стипендии ограничивает количество присваиваемых званий: их не может быть более 116 одновременно, так как выделенный на программу бюджет составляет 232 млн иен в год; из-за этого кандидаты вынуждены ждать смерти одного из ныне живущих нингэн-кокухо.

### 2000-е: децентрализация
С 1980-х годов муниципальные власти Японии стали уделять внимание развитию туризма и заключили, что народные ремёсла могут его подстегнуть, а продажи их объектов положительно скажутся на экономике страны. С этого момента параллельно с государственным статусом объекта наследия появились и местные инициативы по возрождению региональной народной культуры.
В 2004 году народные техники изготовления материальных объектов смогли получать статус нематериального народного культурного объекта.

## Порядок присвоения
При подготовке списка кандидатов на звание живого национального сокровища Совет по культуре скрупулёзно их изучает: во внимание принимаются не только художественные и технические качества их работы, но также состояние их здоровья, наличие других наград, количество преемников, социальное положение и личные качества. В состав комиссии по каждому кандидату входит 15 экспертов соответствующего профиля, назначаемых министерством образования Японии. Затем министр образования предоставляет список кандидатов парламенту.

## Причины и последствия
Появление и популяризация статуса «живого национального сокровища» произошли во время бурной американизации, вызвавшей рост ностальгии по образу сельской глубинки и аграрному прошлому. Некоторые традиции при этом изменились или были переосмыслены, тогда как другие — созданы с нуля. Отмечается, что присвоение статуса запрещает мастеру вносить инновации и ограничивает творческое начало. Для некоторых ремёсел требование соблюдать традиционные техники иногда делает работу невозможной ввиду исчезновения материалов; примером является лаковое искусство.
Хотя изначальная идея при создании статуса хранителя заключалась в том, чтобы защитить исчезающие культурные ценности, на практике зачастую статус получают те мастера, чья работа одобряется властями, тогда как ценности, не соответствующие государственной повестке, игнорируют. Среди живых национальных сокровищ почти все — мужчины (по состоянию на 2019 год — 59 из 70), отчасти это вина патрилинейной системы иэмото. Также, ввиду необходимости продемонстрировать высококачественный образец объекта культурного наследия, присвоение ему статуса при отсутствии мастеров оказывается невозможно.
Требование документировать техники заставляет носителей нарушать традиционный порядок передачи знаний учащимся: в Японии издревле практиковалось обучение через наблюдение и имитацию, и многие мастера оказываются не в состоянии формализовать критерии хорошей работы, так как от учеников требовалось самостоятельно интернализировать их. Современные методики обучения не требуют проводить с мастером большое количество времени, и он из наставника превращается в инструктора, а учащимся больше не нужно активно интернализировать знания, которые им просто предоставляют на уроке. Зная, что некоторые искусства и промыслы будут утеряны, если знающие их люди не будут делать записи, такие носители звания «живое национальное сокровище» как мастер музыкального жанра дзиута Хацуко Кикухара, вынуждены записывать их, несмотря на уверенность, что это обеднит искусство и лишит будущих музыкантов возможности его интерпретировать по-своему.
Также некоторые носители звания сообщают, что после его получения они чувствуют огромную ответственность: мастер резьбы по золотой фольге кириканэ Дайдзо Нисидэ указывал, что «хотя это всего лишь звание, (…) я злюсь из-за того, что вместе с ним идут стереотипы и общественное давление». Мастер дамаскинажа Иккоку Касима (яп. 鹿島一谷) был уверен, что после получения звания он вскоре умрёт из-за невыносимого чувства ответственности.
Успех деятельности по популяризации живых национальных сокровищ стал одной из причин создания списка шедевров устного и нематериального наследия ЮНЕСКО в 2001 году. Южнокорейский закон по защите нематериальных ценностей, создавший звание «живого национального сокровища», в части терминологии основан на японском.

## Список носителей
По состоянию на март 2019 года звание «живого национального сокровища» носили 70 человек.
В жизненном пути людей, которым присвоено звание хранителя нематериальной культурной ценности, прослеживается общая канва, уходящая корнями в историю и встречавшаяся у всех мастеров японских искусств и промыслов до периода Мэйдзи: все они начали заниматься своим делом в раннем детстве, затем примерно с 8 лет интенсивно обучались его секретам, а получив независимость от учителя, сами брали учеников и передавали знания им. Дети при этом часто жили в доме учителя и начинали с чёрной работы, постепенно получая разрешение пользоваться инструментами. Важными качествами для мастера оказываются достижение состояния полного погружения, «му» (яп. 務) и менторство.
В современной Японии передавать знания традиционным путём невозможно: традиционные педагогические техники требуют начать многочасовое ежедневное обучение в детсадовском возрасте и включают запрет на записывание, а также предполагают физическое насилие. Этот порядок постепенно переставал работать ещё во время периода Мэйдзи, однако в современной Японии с её обязательным школьным образованием и индустриализацией он окончательно стал невозможен.

Живые национальные сокровища Японии
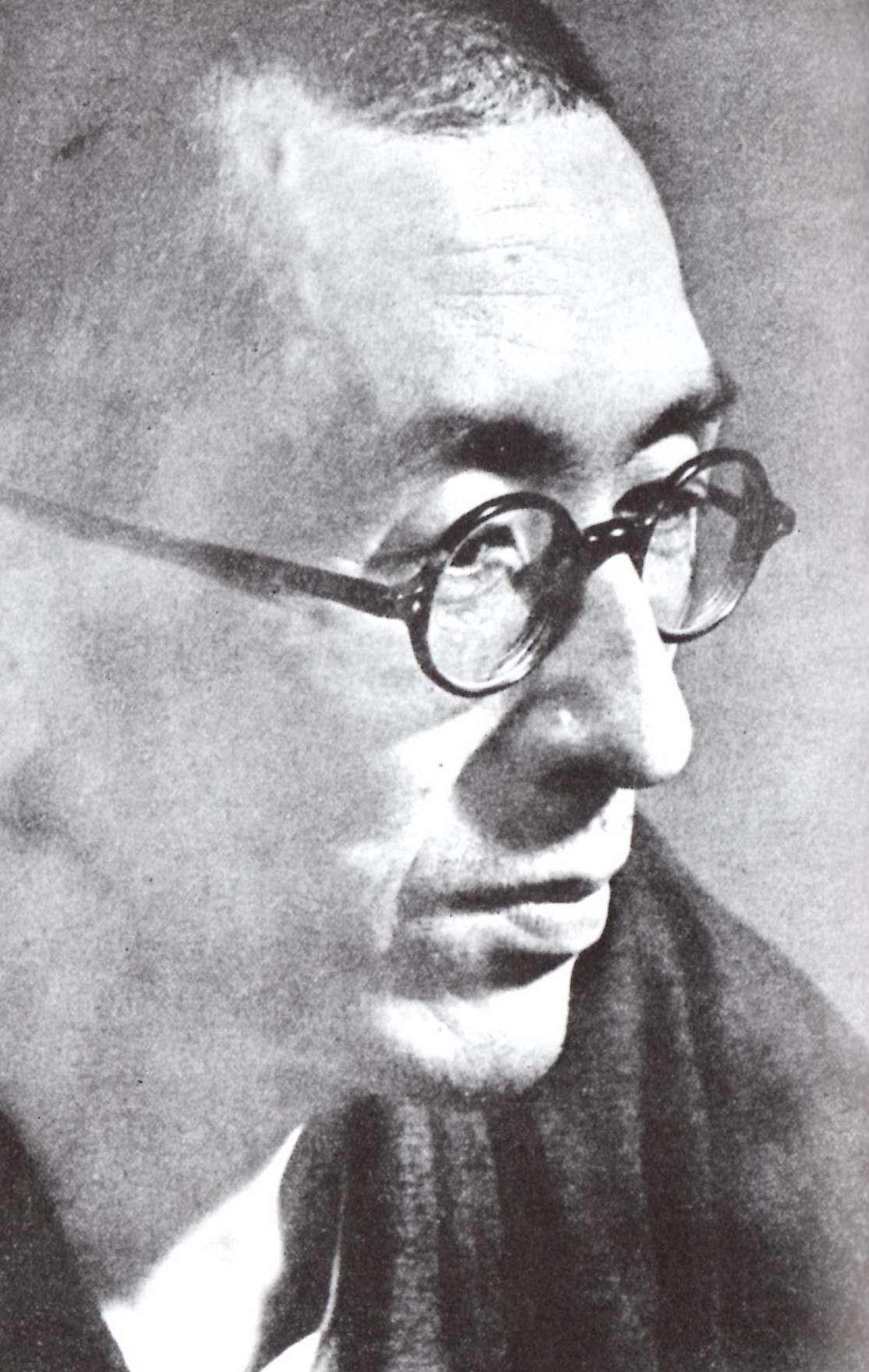
Кэйсукэ Сэридзава, окрашивание тканей в технике катадзомэ (1956)
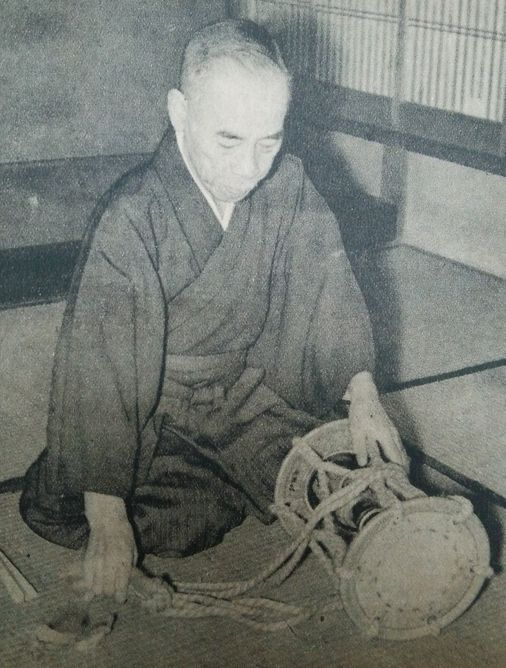
Кюэн Кавасаки[яп.], исполнитель на цудзуми в оркестре но (1968)
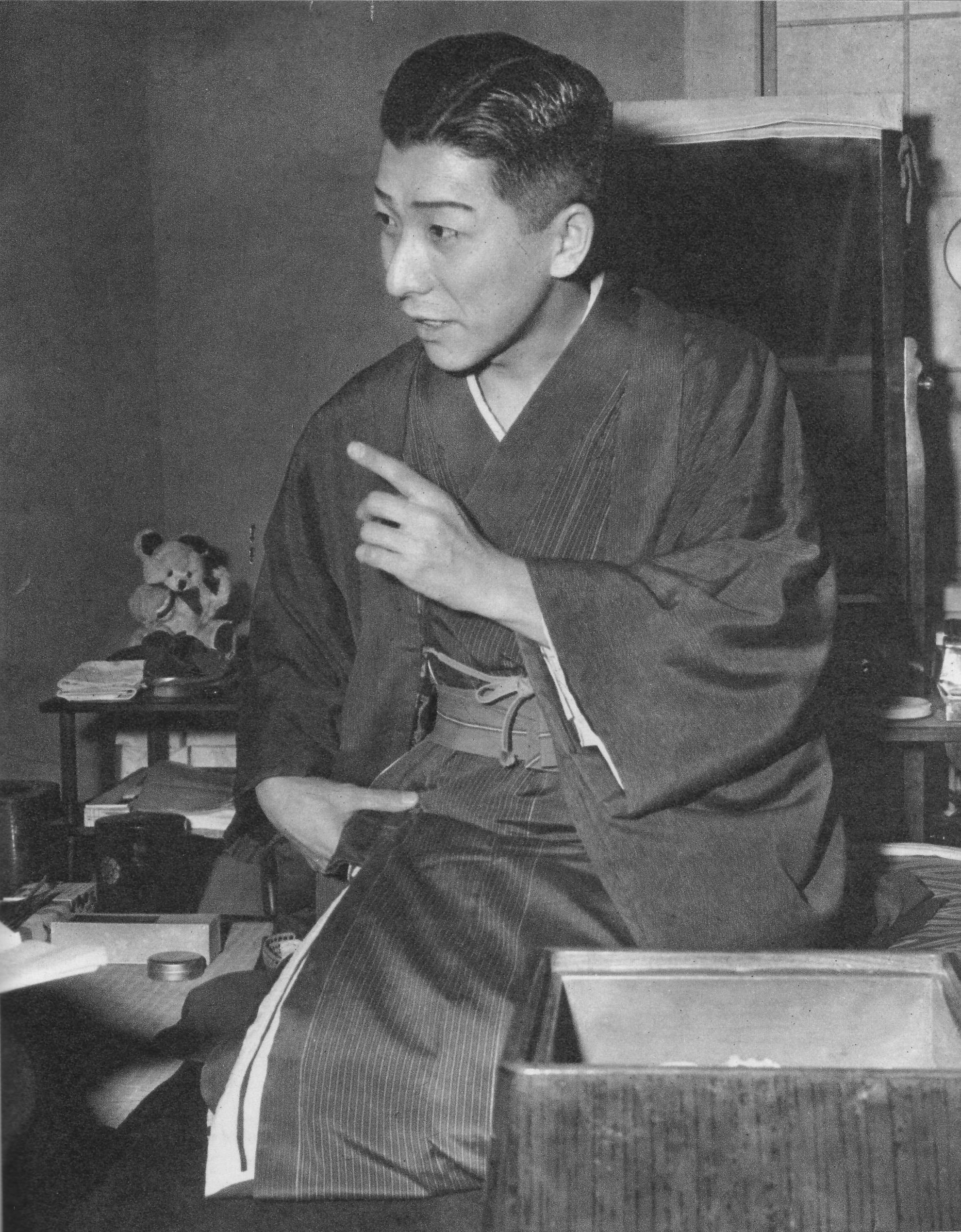
Накамура Утаэмон VI[англ.], актёр кабуки (1968)
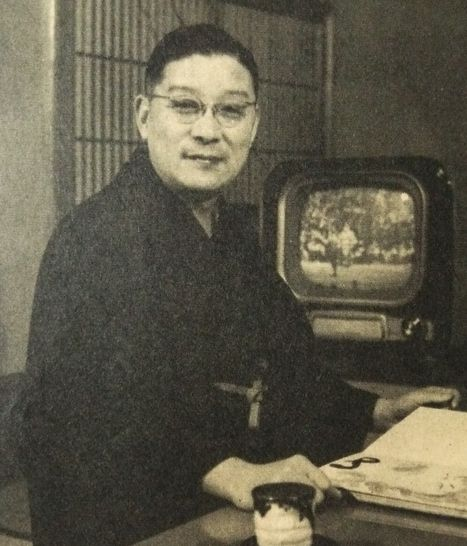
Кинэя Рокудзаэмон XIV[яп.], мастер эдо-нагауты (1974)
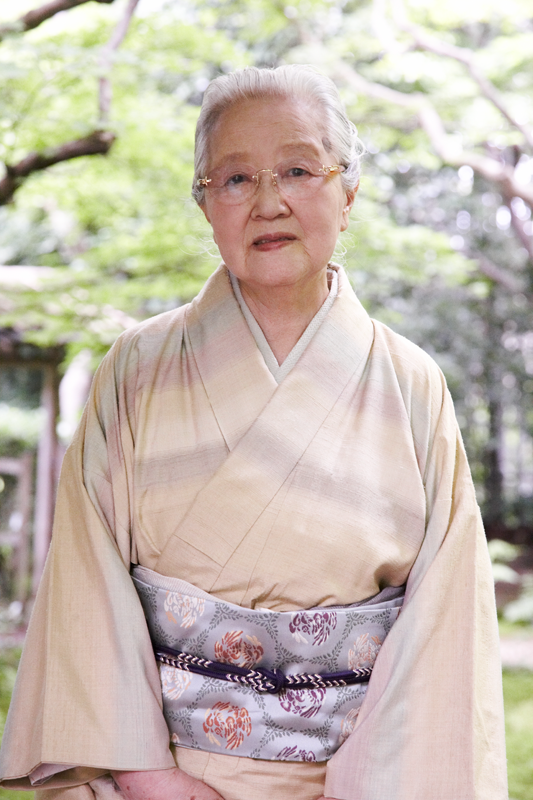
Фукуми Симура[англ.], окрашивание тканей в технике «цумуги» (1990)
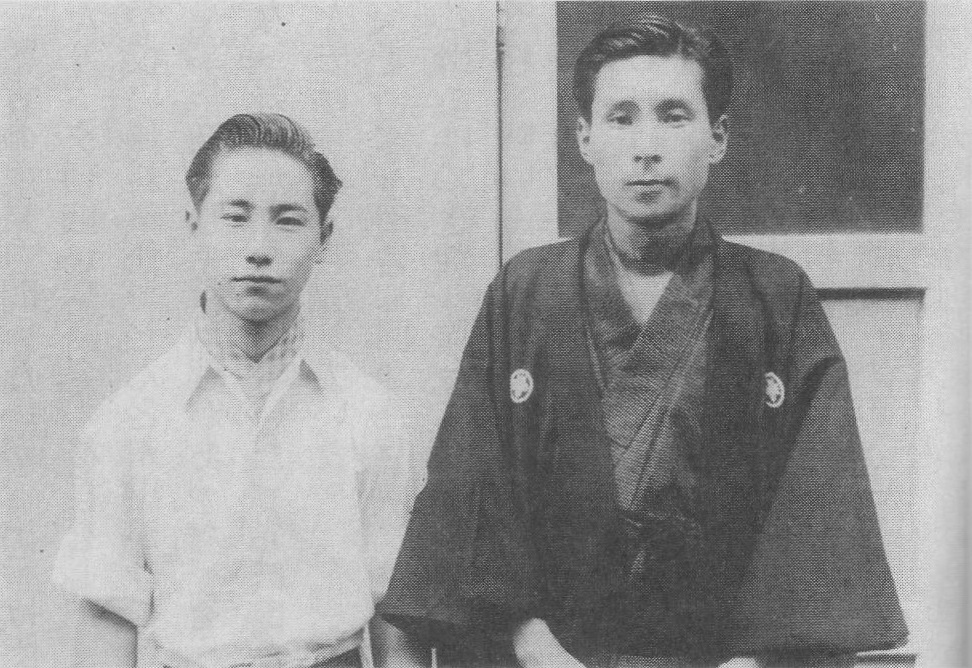
Мастера ракуго Кацура Бэйтё (1996) и Кацура Харудандзи III